# ACHL 1982/83
Die Saison 1982/83 war die zweite reguläre Saison der Atlantic Coast Hockey League. Während der regulären Saison sollten die sechs Teams jeweils 64 Spiele bestreiten, jedoch musste der Spielplan aufgrund des vorzeitigen, finanziell bedingten, Ausscheidens der Hampton Roads Gulls überarbeitet werden. In den Play-offs setzten sich die Carolina Thunderbirds durch und gewannen zum ersten Mal in ihrer Vereinsgeschichte die Bob Payne Trophy.

## Teamänderungen
Folgende Änderungen wurden vor Beginn der Saison vorgenommen:
- Die Baltimore Skipjacks fusionierten mit den Erie Blades und wechselten in die American Hockey League.
- Die Erie Golden Blades wurden als Expansionsteam in die Liga aufgenommen.
- Die Hampton Roads Gulls wurden als Expansionsteam in die Liga aufgenommen.
- Die Nashville South Stars aus der Central Hockey League wurden als Expansionsteam in die Liga aufgenommen.
- Die Winston-Salem Thunderbirds änderten ihren Namen in Carolina Thunderbirds.
- Die Salem Raiders änderten ihren Namen in Virginia Raiders.

## Reguläre Saison

### Abschlusstabelle
Abkürzungen: GP = Spiele, W = Siege, L = Niederlagen, T = Unentschieden, OTL = Niederlage nach Overtime, GF = Erzielte Tore, GA = Gegentore, Pts = Punkte
|                       | GP | W  | L  | T | GF  | GA  | Pts |
| --------------------- | -- | -- | -- | - | --- | --- | --- |
| Carolina Thunderbirds | 68 | 51 | 10 | 7 | 376 | 208 | 111 |
| Erie Golden Blades    | 64 | 39 | 21 | 4 | 345 | 276 | 83  |
| Mohawk Valley Stars   | 65 | 30 | 33 | 2 | 311 | 306 | 64  |
| Virginia Raiders      | 65 | 20 | 36 | 9 | 257 | 306 | 51  |
| Hampton Roads Gulls   | 42 | 16 | 24 | 2 | 170 | 213 | 35  |
| Nashville South Stars | 58 | 11 | 43 | 4 | 239 | 389 | 28  |

## Playoffs
|  | Halbfinale | Halbfinale            | Halbfinale |  |  | Finale | Finale                | Finale |
|  |            |                       |            |  |  |        |                       |        |
|  |            |                       |            |  |  |        |                       |        |
|  | 1          | Carolina Thunderbirds | 4          |  |  |        |                       |        |
|  | 4          | Virginia Raiders      | 0          |  |  |        |                       |        |
|  |            |                       |            |  |  | 1      | Carolina Thunderbirds | 4      |
|  |            |                       |            |  |  | 3      | Mohawk Valley Stars   | 0      |
|  | 2          | Erie Golden Blades    | 3          |  |  |        |                       |        |
|  | 3          | Mohawk Valley Stars   | 4          |  |  |        |                       |        |
|  |            |                       |            |  |  |        |                       |        |